# Metamulciber ziczac
Metamulciber ziczac là một loài bọ cánh cứng trong họ Cerambycidae.